# Igor Pugaci
Igor Pugaci (nascido em 5 de janeiro de 1975) é um ex-ciclista olímpico moldávio. Representou sua nação nos Jogos Olímpicos de Verão de 1996 e 2004.